# Paso de San Jacobo
Paso de San Jacobo är en ort i Mexiko.   Den ligger i kommunen Santiago Jocotepec och delstaten Oaxaca, i den sydöstra delen av landet, 400 km sydost om huvudstaden Mexico City. Paso de San Jacobo ligger 79 meter över havet och antalet invånare är 751.
Terrängen runt Paso de San Jacobo är platt åt nordost, men åt sydväst är den kuperad. Runt Paso de San Jacobo är det ganska glesbefolkat, med 24 invånare per kvadratkilometer. Närmaste större samhälle är San José Río Manzo, 2,2 km norr om Paso de San Jacobo. Omgivningarna runt Paso de San Jacobo är en mosaik av jordbruksmark och naturlig växtlighet.